# ワイルーロ
ワイルーロ（スペイン語：Huayruro、学名：Ormosia coccinea）は、マメ亜科オルモシア属の灌木。

## 特徴
- 北米南東部から南米大陸の広範囲に自生する。樹木は4メートル以上になり家具などに加工される。
- 雌の種子は赤のみの色彩、雄の種子は赤地に黒点があり民芸品などに使われる。
- 日本国内ではインカ帝国時代からのお守りとして近年、ペルーでの名称ワイルーロの名前で流通が増えている。